# Imperial War Museum Duxford

i7
i11
i13
Das Imperial War Museum Duxford ist ein englisches Militärmuseum bei Duxford. Es befindet sich auf dem Gelände eines ehemaligen Militärflugplatzes rund 20 Kilometer südlich von Cambridge und ist ein Teil des Londoner Imperial War Museums.
In der Museumsanlage werden vor allem große Exponate ausgestellt, die in anderen Dependancen keinen Platz fänden. Der Hauptfokus des Museums liegt bei Flugzeugen. Es werden jedoch auch andere für Großbritannien (militär-)geschichtlich relevante Bereiche abgedeckt. 2019 wurde das Imperial War Museum Duxford von rund 401.000 Personen besucht. 2024 betrug die Besucherzahl etwa 402.000 Personen.

## Geschichte

### RAF Duxford
Das heutige Aerodrome ist ein ehemaliger Militärflugplatz der Royal Air Force (RAF), den diese als Royal Air Force Station Duxford (kurz RAF Duxford) bezeichnete. Die Anlage entstand im Oktober 1917 noch zu Zeiten des Royal Flying Corps (RFC). Der Bau kostete damals 460.000 Pfund Sterling. Es war geplant, dort ca. 800 Soldaten zu stationieren. Die offizielle Eröffnung fand, bereits zu RAF-Zeiten, im September 1918 statt. Im April 1920 wurde die No. 2 Flying Training School eröffnet. Ab 1924 waren dort Jagdflieger stationiert.
Im Jahr 1938 erhielt die seit 1931 in Duxford stationierte 19. Squadron als erste Einsatzstaffel der RAF die Spitfire. Zum Höhepunkt der Luftschlacht um England beherbergte die Station zwei weitere Staffeln des Fighter Command, die von Exil-Tschechen gebildete 310. und die 242. Squadron, letztere war mit Hurricane ausgerüstet und stand unter dem Kommando von Douglas Bader.
Die United States Army Air Forces (USAAF) übernahm den Platz im Juni 1943 als einen von insgesamt 28 Flugplätzen. Auf der Basis waren Teile der 8. US-Luftflotte stationiert, die Angriffe auf das Deutsche Reich flogen. RAF Duxford war von Sommer 1943 bis in den Herbst 1945 Hauptquartier des 66. Fighter Wing. Bereits ab Oktober 1942 lag hier für einige Monate als erster fliegender US-Verband die 350. Fighter Group, die im Frühjahr durch die mit drei Staffeln ausgerüstete 78. Fighter Group ersetzt wurde. Die Gruppe flog nacheinander Lockheed P-38, P-47C Thunderbolt und P-51H Mustang. Im Oktober 1945 kehrte die Gruppe in die USA zurück. In der Nähe Duxfords befand sich während des Krieges das mitgenutzte Satelliten-Flugfeld RAF Fowlmere.
Im November 1945 wurde der Flugplatz wieder an das RAF Fighter Command zurückgegeben. Die heute noch existierende Betonstartbahn wurde 1951 fertiggestellt und in Folge wurde Duxford Stationierungsort von Düsenjägern der Typen Hunter und Javelin. Der „Coronation Flypast“ für die frischgekrönte Queen Elisabeth II. fand 1953 in Duxford statt. Während des Kalten Krieges verloren die RAF-Stationen in Südengland an Bedeutung und Duxford wurde 1961 geschlossen. Der letzte offizielle Flugzeugstart der Royal Air Force in Duxford fand am 31. Juli 1961 statt. 

### Duxford Aerodrome mit Nutzung als Museum
Zunächst entstand auf dem inzwischen als Duxford Aerodrome bezeichneten Flugplatz der Spielfilm Luftschlacht um England. Das Imperial-War-Museum nutzte die Anlage erstmals 1971, als es die Hälfte der Hangars anmietete. 1973 wurden die drei verbliebenen Hangars auf Initiative des Museums unter Denkmalschutz gestellt. Ab 1976 wurde die Anlage offiziell Bestandteil des Imperial-War-Museum. Bis heute wird der zum Museum gehörende Flugplatz fliegerisch genutzt und ist auch Veranstaltungsort von Airshows.

## Ausstellungsbereiche
Das Museum ist in folgende Ausstellungsbereiche unterteilt:

### Luft- und Raumfahrt
Das Museum zeigt etwa 200 Flugzeuge aus dem zivilen und militärischen Bereich (u. a. eine begehbare Concorde, einen B-52-Bomber und eine SR-71 Blackbird).

### Marine
Hier werden U-Boote, Torpedos und Seekriegsflugzeuge gezeigt.

### Landkriegsführung
Hier werden Panzer, Militärkraftfahrzeuge und Artillerieexponate aus dem 20. Jahrhundert ausgestellt, u. a. zwei T-34, ein Jagdpanzer IV, ein M3 Lee/Grant und ein M4 Sherman.

### American Air Museum
Hier wird die größte Sammlung amerikanischer Militärflugzeuge außerhalb der USA gezeigt. Das Gebäude wurde von dem Architekten Sir Norman Foster entworfen. Hier befindet sich das einzige Flugzeug vom Typ Lockheed SR-71 außerhalb der USA, die Maschine mit der Seriennummer 61-7962.

## Trivia
- 1968 wurde hier Harry Saltzmans Film Battle of Britain gedreht. Dabei wurde einer der ursprünglich vier Hangars aus dem Ersten Weltkrieg „aus Gründen der Authentizität“ gesprengt.
- Nach der Schließung des Flugplatzes gab es Pläne, die Anlage unter anderem als Gefängnis oder Vergnügungs- und Freizeitpark zu nutzen.
- Am 3. Juli 2012 verunglückte die Formel-1-Testfahrerin María de Villota auf dem Gelände des Imperial War Museum Duxford beim Zusammenstoß mit der Ladeklappe eines Teamlasters.[5] Sie zog sich dabei schwere Kopf- und Gesichtsverletzungen zu. An den Spätfolgen des Unfalls verstarb sie am 11. Oktober 2013.[6]